# Condon Hills
Die Condon Hills sind eine Gruppe Hügeln mit einer Höhe von bis zu 840 m im ostantarktischen Enderbyland. Sie liegen entlang der Ostflanke des Rayner-Gletschers nahe dessen Mündung in die Kosmonautensee.
Kartierten wurden sie anhand von Luftaufnahmen, die 1956 und 1957 im Rahmen der Australian National Antarctic Research Expeditions entstanden. Das Antarctic Names Committee of Australia (ANCA) benannte die Hügel 1961 nach Maurice Alan Condon (1915–2008), stellvertretender Leiter des Bureau of Mineral Resources des Australian Department of National Development.